# 青岛滨海学院
青岛滨海学院，是中国1992年成立的山东省教育厅管辖的民办本科高校，校址位于青岛市黄岛区。2005年3月教育部批复同意在青岛滨海职业学院的基础上建立青岛滨海学院。

## 规模
学院占地1200余亩，建有67栋大楼的功能楼群，建筑总面积54万平方米，教学仪器设备总值1.49亿元，总资产14亿多元；已建图书馆2座，纸质藏书184.2万册，电子图书140余万种（16TB），阅览室座位5132个；有多媒体教室和语音教室座位17873个；有200座以上学术报告厅6个和1600座礼堂1个；建有13个实验（实践）教学中心，10个校企一体化实体校内实习基地；有综合运动场2个，篮球场15个，网球场3个，排球场8个，羽毛球场12个，室内体育馆1个，25×50m泳池游泳馆1个，形体训练厅1个；建有1.4万平方米的博物馆，内设陶瓷馆、中外油画馆、中国字画及根雕馆、科技馆、校史馆、教育史馆、宇宙馆、世界动物标本艺术馆。校园内建有四个人工湖。现有全日制在校生17000多人，其中外籍留学生100余人。
滨海学院大珠山校区附属医院于2016年11月开工建设，预计2019年投入使用。学院内建设有国家4A级景区滨海学院世界动物标本艺术馆。

## 院系
学院设有文理基础学院、大专文理基础学院、商学院、信息工程学院、机电工程学院、外国语学院、国际合作学院、建筑工程学院、会计学院、教育学部、医学院、艺术传媒学院和思想政治理论课教学科研部等教学单位。共开设38个本科专业、35个专科专业。

## 国际合作
学院与美、加、俄、德、法、英、葡、罗、澳、日、韩、泰、越、台湾等30多个国家与地区的120多所大学及科研机构开展交流合作，与美国圣道大学、俄罗斯圣彼得堡国立大学、法国南锡商学院、加拿大萨省大学、罗马尼亚“迪米特里埃·坎特米尔”基督大学、日本关西国际大学、札幌大学、韩国光云大学、国立安东大学、世宗大学等42所国外院校签订了互派教师与留学生协议。学校要求100%的韩语专业学生及60%以上的日语专业学生，至少拥有半年以上国外学习经历；学校国际合作学院开设了赴外留学相应本（专）科专业，累计向美、德、俄、韩、法、日等国家友好院校派出留学生1800多名，累计接收法、俄、日、韩、老、菲、匈、蒙等国家1200多名留学生。 